# Malý ztracený robot
Malý ztracený robot (anglicky „Little Lost Robot“) je vědeckofantastická povídka spisovatele Isaaca Asimova, která vyšla v březnu 1947 v časopise Astounding Science Fiction. Byla následně zařazena do sbírek I, Robot (1950), The Complete Robot (1982), Robot Dreams (1986) a Robot Visions (1990). Česky vyšla např. ve sbírce Já, robot (Triton, 2004) a Robohistorie II. (Triton, 2004).
Příběh staví (jako většina z autorových raných povídek o robotech) na problematice tří zákonů robotiky. V tomto případě se jedná o modifikaci prvního, nejdůležitějšího zákona. Jeden z robotů s touto modifikací dokonce napadne dr. Susan Calvinovou, robopsycholožku Americké korporace robotů a mechanických lidí (AKRaML), která byla k případu povolána. Robot zde má zápornou roli.
Příběh z povídky byl použit pro část děje ve filmu Já, robot (scéna, kde se robot Sonny ukryje mezi dalšími roboty ve skladu).

## Postavy
- Susan Calvinová - robopsycholožka firmy Americká korporace robotů a mechanických lidí (AKRaML)
- Peter Bogert - hlavních matematik z AKRaML
- Gerald Black - fyzik z Hyperzákladny
- Walensky - elektrikář z Hyperzákladny
- generálmajor Kallner - velitel Hyperzákladny

## Děj
Na Hyperzákladně probíhá výzkum hyperpohonu nutného k cestování hyperprostorem. Jsou zde využíváni mj. roboti řady NS-2, kterým byl na vládní zakázku modifikován první zákon robotiky. Celé znění prvního zákona zní:
Robot nesmí ublížit člověku nebo svou nečinností dopustit, aby mu bylo ublíženo.
Pro potřeby Hyperzákladny bylo znění prvního zákona upraveno takto:
Robot nesmí ublížit člověku.
Tato úprava vede k jejich menší stabilitě, nicméně byla nutná, protože zde lidé občas krátkodobě pracují v nebezpečných podmínkách (záření gama) a roboti mají tendence je vždy zachránit, přičemž je záření gama vždy vyřadí z provozu (poškodí jim trvale pozitronický mozek). Fyzik Gerald Black během práce v rozčilení přikáže jednomu z robotů, aby se ztratil. Ten to pochopí doslova a snaží se zmizet. Zamíchá se mezi 62 identických robotů (z nich však většina nemá modifikovaný první zákon).
K případu jsou povolání dva specialisté z AKRaML, robopsycholožka Susan Calvinová a hlavní matematik Peter Bogert. Bogert o modifikacích věděl, zatímco Calvinová nikoli. Je dost překvapená. Po seznámení se situací si oba vyslechnou Geralda Blacka a poté vyslýchají všech 63 robotů. Ale nahrané záznamy výpovědí robotů nevykazují žádné anomálie. Oba odborníci si uvědomují, že robot se pokouší plnit svědomitě svůj příkaz a kvůli tomu bude i lhát. Navíc si je Calvinová jista, že robot je svým způsobem hrdý na to, že dokáže unikat odhalení a mást své stvořitele. Po sérii testů s prvním zákonem (roboti mají zachránit člověka při nafingované nehodě) se stále nedaří robota identifikovat. Calvinová navrhuje z bezpečnostních důvodů zničení všech 63 robotů, s čímž Bogert ani Kallner nesouhlasí, vniveč by přišlo velké množství investic. Nakonec přijde na správné řešení, nechá všechny roboty izolovat, aby spolu nemohli komunikovat, čímž předejde výměně důležitých informací mezi nimi. Poté se zopakuje test, kdy na člověka padá břemeno a robot jej má zachránit. Tentokrát sedí na židli pro zachraňovaného člověka sama Calvinová, chce být v centru dění a mít možnost zaregistrovat sebemenší detail. Reakce všech robotů jsou rovněž monitorovány. Robotům bylo řečeno, že je od Calvinové dělí (pro robota) smrtící pole gama paprsků, ve skutečnosti to je však neškodné infračervené záření. Jediný, kdo projeví abnormální reakci je hledaný robot NS-5. Při svém odhalení se pokusí napadnout Calvinovou, ale Gerald Black s ostatními včas zaplaví místnost na okamžik radiací, která vyřadí jeho pozitronový mozek z činnosti.

## Česká a slovenská vydání
Česky nebo slovensky vyšla povídka v následujících sbírkách nebo antologiích:
Pod názvem Malý ztracený robot:
- Já, robot (Triton, 2004)[1]
- Robohistorie II. (Triton 2004)[2]
- Sny robotů (Knižní klub 1996; Mustang 1996)[4]

Pod názvem Stratený robot:
- Stratený robot: Výber sci-fi poviedok (Mladé letá 1986) (slovensky)